# Face the Heat
Face the Heat è il dodicesimo album degli Scorpions, pubblicato il 21 settembre del 1993 sotto la produzione di Bruce Fairbairn e pubblicato con l'etichetta PolyGram.

## Il disco
Dopo il successo planetario della ballata Wind of Change dell'album precedente, gli Scorpions provano a ripresentarsi al grande pubblico con un volto meno commerciale prendendo le distanze dal pop metal, per non rimanere schiacciati dalla fama di band sforna ballate che avevano raggiunto con quel brano. Dato il declino del pop metal in quegli anni, il cambio di rotta fu una tappa obbligata seguita dalla maggior parte dei gruppi di questo filone musicale. Face the Heat si presenta più duro e aggressivo di Crazy World, il look della band è meno curato e dominato dalla pelle nera, nel videoclip di Woman il cantante Klaus Meine appare addirittura pelato. Tuttavia l'album non raggiunse l'ampio successo commerciale dei precedenti anche se si posizionò in 24ª posizione negli Stati Uniti e al 5º in Francia (dove è certificato disco d'oro).
Face the Heat è il primo album del gruppo suonato con il bassista Ralph Rieckermann, sostituto di Francis Buchholz il quale era stato licenziato dalla band l'anno prima.

## Tracce
1. Alien Nation (Schenker, Meine) – 5:44
2. No Pain No Gain (Schenker, Meine, Hudson) – 3:55
3. Someone to Touch (Schenker, Meine, Hudson) – 4:28
4. Under the Same Sun (Hudson, Meine, Fairbairn) – 4:52
5. Unholy Alliance (Schenker, Meine) – 5:16
6. Woman (Schenker, Meine) – 5:56
7. Hate to Be Nice (Schenker, Meine) – 3:33
8. Taxman Woman (Schenker, Meine) – 4:30
9. Ship of Fools (Schenker, Meine)– 4:15
10. Nightmare Avenue (Jabs, Meine, Hudson) – 3:54
11. Lonely Nights (Schenker, Meine) – 4:44

### Tracce bonus (ed. europea)
- 12. Destin - 3:17
- 13. Daddy's Girl - 4:17

### Tracce bonus (ed. giapponese)
- 12. Kami O Shin Juru - 3:50
- 13: Daddy's Girl - 4:17

## Formazione
- Klaus Meine - voce
- Rudolf Schenker - chitarra
- Matthias Jabs - chitarra
- Ralph Rieckermann - basso
- Herman Rarebell - percussioni
- John Webster: tastiere
- Luke Herzog: tastiere in Woman e Lonely Nights.

## Classifiche

### Classifiche settimanali
| Classifica (1993) | Posizione massima |
| ----------------- | ----------------- |
| Austria           | 12                |
| Canada            | 34                |
| Finlandia         | 7                 |
| Francia           | 5                 |
| Germania          | 4                 |
| Giappone          | 29                |
| Italia            | 22                |
| Paesi Bassi       | 34                |
| Regno Unito       | 51                |
| Stati Uniti       | 24                |
| Svezia            | 15                |
| Svizzera          | 9                 |
| Ungheria          | 11                |

### Classifiche di fine anno
| Classifica (1993) | Posizione |
| ----------------- | --------- |
| Francia           | 81        |
| Germania          | 66        |
| Italia            | 109       |

## Curiosità
- Under the Same Sun è la colonna sonora del film Sfida tra i ghiacci.
- Il primo brano del disco, Alien nation, è stato recentemente risuonato come cover dal gruppo heavy metal italiano Mastercastle, prodotto da Pier Gonella e pubblicato come bonus track di un loro album.